# 22, A Million
22, A Million er det tredje studiealbum fra bandet Bon Iver. Albummet blev udgivet den 30. september 2016.

## Spor
Ikke-stiliserede titler som dikteret af Justin Vernon.
| Nr.           | Titel                   | Writer(s)                                                 | Længde |
| ------------- | ----------------------- | --------------------------------------------------------- | ------ |
| 1.            | "22 (Over Soon)"        | Justin Vernon                                             | 2:48   |
| 2.            | "10 (Death Breast)"     | Vernon Ben Lester BJ Burton                               | 2:24   |
| 3.            | "715 (Creeks)"          | Vernon                                                    | 2:12   |
| 4.            | "33 "God""              | Vernon                                                    | 3:33   |
| 5.            | "#29 Strafford Apts"    | Vernon Burton                                             | 4:05   |
| 6.            | "666 (Upsidedowncross)" | Vernon                                                    | 4:12   |
| 7.            | "21 (Moon Water)"       | Vernon Sean Carey                                         | 3:08   |
| 8.            | "8 (Circle)"            | Vernon Ryan Olson Burton Michael Lewis (yderligere tekst) | 5:09   |
| 9.            | "45"                    | Vernon                                                    | 2:46   |
| 10.           | "1000000 (Million)"     | Vernon Lewis                                              | 3:53   |
| Total længde: | Total længde:           | Total længde:                                             | 34:10  |

Titelnoter
- "22 (Over Soon)" er stiliseret som "22 (OVER S∞∞N)".
- "10 (Death Breast)" er stiliseret som "10 d E A T h b R E a s T ⚄ ⚄".
- "715 (Creeks)" er stiliseret som "715 - CR∑∑KS".
- "33 "God"" er stiliseret som "33 "GOD"".
- "#29 Strafford Apts" er stiliseret som "29 #Strafford APTS".
- "666 (Upsidedowncross)" er stiliseret som "666 ʇ".
- "21 (Moon Water)" er stiliseret som "21 M◊◊N WATER".
- "8 (Circle)" er stiliseret som "8 (circle)".
- "45" er stiliseret som "____45_____".
- "1000000 (Million)" er stiliseret som "00000 Million".